# Waterproof
Waterproof és una població dels Estats Units a l'estat de Louisiana. Segons el cens del 2000 tenia 834 habitants.

## Demografia
Segons el cens del 2000, Waterproof tenia 834 habitants, 353 habitatges, i 194 famílies. La densitat de població era de 460 habitants/km².
Dels 353 habitatges en un 24,6% hi vivien nens de menys de 18 anys, en un 23,2% hi vivien parelles casades, en un 28% dones solteres, i en un 44,8% no eren unitats familiars. En el 40,8% dels habitatges hi vivien persones soles el 21% de les quals corresponia a persones de 65 anys o més que vivien soles. El nombre mitjà de persones vivint en cada habitatge era de 2,36 i el nombre mitjà de persones que vivien en cada família era de 3,3.
Per edats la població es repartia de la següent manera: un 28,8% tenia menys de 18 anys, un 8,2% entre 18 i 24, un 19,5% entre 25 i 44, un 25,2% de 45 a 60 i un 18,3% 65 anys o més.
L'edat mediana era de 41 anys. Per cada 100 dones de 18 o més anys hi havia 66,9 homes.
La renda mediana per habitatge era de 10.250 $ i la renda mediana per família de 15.179 $. Els homes tenien una renda mediana de 21.250 $ mentre que les dones 14.792 $. La renda per capita de la població era de 9.523 $. Entorn del 44,5% de les famílies i el 51,1% de la població estaven per davall del llindar de pobresa.

## Poblacions més properes
El següent diagrama mostra les poblacions més properes.